# 叉苔蛛
叉苔蛛（学名：Tapionopa disjugata）为皿蛛科皿蛛亚科苔蛛属的动物。
在中国大陆，分布于山西等地；但Catalog of Life認為本物種只分佈於歐洲的葡萄牙、法國及意大利的撒丁尼亞。

## 外部連結
- 維基物種上的相關：叉苔蛛